# 218752 Tentlingen
218752 Tentlingen è un asteroide della fascia principale. Scoperto nel 2005, presenta un'orbita caratterizzata da un semiasse maggiore pari a 2,5923117 UA e da un'eccentricità di 0,2445709, inclinata di 13,38019° rispetto all'eclittica.
L'asteroide è dedicato all'omonima località svizzera.